# Каролеи
Каролеи (итал. Carolei) — коммуна в Италии, располагается в регионе Калабрия, подчиняется административному центру Козенца.
Население составляет 3535 человек, плотность населения составляет 236 чел./км². Занимает площадь 15 км². Почтовый индекс — 87030. Телефонный код — 0984.
Покровительницей коммуны почитается Пресвятая Богородица, празднование 16 июля.